# František Tkadlík
František Tkadlík (* 23. November 1786 in Prag; † 16. Januar 1840 ebenda) war ein tschechischer Maler und Zeichner. Er gehörte zu den führenden Porträtisten der ersten Hälfte des 19. Jahrhunderts in Böhmen.

## Leben

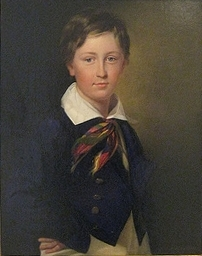
Otakar Graf Czernin (1823) durch Tkadlik

Der Sohn eines Prager Gastwirts bereits in seiner frühen Kindheit zum ersten Mal mit dem Malen in Berührung. Im Haus der Eltern wohnten zwei Privatlehrer der Zeichenkunst, die vermutlich entscheidenden Einfluss auf seine spätere Berufslaufbahn ausübten. Nachdem auch reiche Verwandte der Familie ihn in dieser Entscheidung unterstützten, begann er nach dem Besuch des Neustädter Gymnasiums in Prag 1803 mit dem Studium an der Malerakademie in Prag, später auch Studium der Philosophie an der Karls-Universität Prag. 
Die in Böhmen entstehende Bewegung der Nationalen Wiedergeburt beeinflusste entscheidend sein Schaffen. Auf Empfehlung seines Professors Joseph Bergler, nahm sich seiner Johann Rudolf Czernin, Graf von und zu Chudenitz, an, der ihn während seines Studiums bis 1807 unterstützte. Von 1817 bis 1825 war Tkadlík als Kammermaler der Adelsfamilie Czernin und Aufseher von deren Gemäldesammlung in Wien tätig und besuchte die dortige Akademie. Zu seinen Lehrern gehörte Heinrich Friedrich Füger. Er hielt weiterhin Kontakt zu seinen tschechischen Gelehrten, unter anderem Josef Dobrovský und František Palacký, von denen er auch noch heute bekannte Porträts anfertigte. Die engen Kontakte zu diesen Persönlichkeiten vertieften sein patriotisches Gefühl. Nach Beendigung seiner Arbeit in Wien im Jahr 1824, erhielt ein Stipendium für Aufenthalt im Rom. 1832 kehrte er nach Wien und 1836 nach Prag zurück, wo er zum ersten tschechischen Direktor der Akademie der Bildenden Künste, Prag berufen wurde.

## Werke
Mit seinen Arbeiten im Stil des Klassizismus und Empirismus, mit ihren räumlichen Darstellungen, übertraf er die Werke seiner Lehrer. Seine Bilder lassen sich in mehrere Perioden einteilen, die meist im engen Zusammenhang mit seinem Auslandsaufenthalt stehen. Die erste Periode bis zu seinem Aufenthalt in Wien ist durch Familienporträts Prager Persönlichkeiten gekennzeichnet. In Wien waren es dann vor allem Bildnisse der Familie Czernin sowie von Dobrovský (1820) und Palacký (1821) sowie Bild mit patriotischen Thema Die Rückkehr des Hl. Adalbert in die Heimat (1824). In Rom und Italien widmete er sich biblischen Vorlagen Apostel Paul verabschiedet sich (1831) sowie der Landschaftsmalerei. Nach seiner Rückkehr nach Böhmen kamen weitere patriotisch angehauchte Werke aus der Geschichte des Landes hinzu, darunter Hl. Wenzel und Ludmila bei der Messe (1837).

## Weitere Bilder
- Hagar in der Wüste (1815)
- Betende kleine Christus (1820)
- Altarbild des hl. Josef in der Maria-Magdalenen-Kirche in Krásná Lípa (Schönlinde) (1823)
- Glaube, Hoffnung und Liebe (1824)
- Madonna mit Kind und Johann  (1825)
- Christus Haupt mit Dornenkrone (1827)
- Junge Italienerin (1829)
- Gerechtigkeit und Frieden (1832)
- Hl. Ludmila und Hl. Wenzel in Diensten Gottes (1839)
- Diana und Apollo
- Odysseus
- Enyo
- Tod Abels
- Noahs Opfer
- Rückkehr des Hl. Adalbert von Prag aus dem Benediktinerkloster in die Heimat im Jahre 933
- Madonna mit Kind (Auftragsbild für Gräfin Salm-Reifferscheidt)
- Geburt Christi (Auftragsbild für Graf Kolowrat)
- Tobias (Auftragsbild für Gesandten Ritter Genott)
- Paul verabschiedet sich
- Der Heilige Lukas
- Madonna mit Kind und Engel
- Hl. Wenzel auf goldenem Boden
- Sintflut
- Drei Engel bei Abraham
- Italienische Landschaft
- Christus in Emmaus
- Jupiter der Donnerer
- Erholung der Jungfrau Maria nach der Flucht aus Ägypten
- Heilige Johann Täufer in der Wüste
- Kind mit Engel
- Porträt des Markgrafen Salm-Reifferscheidt
- Hl. Cäcilie
- Hl. Rosalia

## Schüler
Zu seinem besten und bekanntesten Schüler gehörte Josef Mánes.